# Rayleighsche Dissipationsfunktion
Die Rayleighsche Dissipationsfunktion ist ein von Lord Rayleigh 1876 eingeführter Ansatz für eine geschwindigkeitsabhängige Reibungskraft in der klassischen Mechanik. Er lässt sich auch im Lagrange-Formalismus der klassischen Mechanik formulieren.
Der Lagrangeformalismus beschreibt die Dynamik eines Systems über die Lagrangefunktion {\displaystyle L=T-V} (mit {\displaystyle T} der kinetischen Energie und {\displaystyle V} der potentiellen Energie), wobei diese als Funktion von generalisierten Koordinaten {\displaystyle q_{i}} (und {\displaystyle {\dot {q_{i}}}} für die zugehörige generalisierte Geschwindigkeit) aufgefasst wird (wobei der Index {\displaystyle i} die Komponenten bezeichnet). Dann kann man geschwindigkeitsabhängige Reibungskräfte über eine nicht-konservative generalisierte Kraft {\displaystyle Q_{i}^{*}} auf der rechten Seite der Lagrangegleichung berücksichtigen (siehe auch den Artikel Lagrange-Formalismus):
{\displaystyle {\frac {d}{dt}}{\frac {\partial L}{\partial {\dot {q_{i}}}}}-{\frac {\partial L}{\partial q_{i}}}={\frac {d}{dt}}{\frac {\partial T}{\partial {\dot {q_{i}}}}}+{\frac {\partial T}{\partial q_{i}}}-{\frac {\partial V}{\partial q_{i}}}=Q_{i}^{*}}
Rayleigh machte nun für die Reibungskraft {\displaystyle F_{i}} in euklidischen Koordinaten {\displaystyle r_{i}} (mit zugehöriger euklidischer Geschwindigkeit {\displaystyle v_{i}}) folgenden Ansatz:
{\displaystyle F_{i}=-\sum _{j}\,K_{ij}\,v_{j}}
mit der Dissipationsmatrix {\displaystyle K_{ij}}. Die zugehörige Dissipationsfunktion 
{\displaystyle K={\frac {1}{2}}\,\sum _{i,j}\,K_{ij}\,v_{i}\,v_{j}}
ist im einfachsten Fall einer diagonalen Dissipationsmatrix
{\displaystyle K={\frac {1}{2}}\,\sum _{i}\,k_{i}\,v_{i}^{2}}
Mit der Dissipationsfunktion ist die Reibungskraft demnach:
{\displaystyle F_{i}=-{\frac {\partial }{\partial v_{i}}}K}
Beim Übergang zu generalisierten Koordinaten {\displaystyle q_{i}} ergibt sich 
{\displaystyle Q_{i}^{*}=\sum _{j}\,F_{j}\,{\frac {\partial r_{j}}{\partial q_{i}}}}
Wegen {\displaystyle v_{i}(t,q,{\dot {q}})=\sum _{k}{\frac {\partial r_{i}}{\partial q_{k}}}\,{\dot {q_{k}}}+{\frac {\partial r_{i}}{\partial t}}} gilt:
{\displaystyle {\frac {\partial v_{i}}{\partial {\dot {q_{k}}}}}={\frac {\partial r_{i}}{\partial q_{k}}}}
und damit
{\displaystyle Q_{i}^{*}=-\sum _{j}\,{\frac {\partial K}{\partial v_{j}}}\,{\frac {\partial v_{j}}{\partial {\dot {q_{i}}}}}=-{\frac {\partial K}{\partial {\dot {q_{i}}}}}}
Daneben kann es auch andere, nicht durch einen Rayleigh-Ansatz beschreibbare nicht-konservative generalisierte Kräfte zur Beschreibung von Reibung geben.